# Antonio Segni
Antonio Segni (Sássari, 2 de fevereiro de 1891 — Roma, 1 de dezembro de 1972) foi um político e 4° presidente da República Italiana. Ocupou anteriormente o cargo de primeiro-ministro de seu país por duas legislaturas.

## Vida e carreira

### Família, educação e carreira
Segni veio de uma rica família de latifundiários da Sardenha. Estudou Direito. Em seguida, tornou-se professor da Faculdade de Direito da Universidade de Perugia. Mais tarde, lecionou nas Universidades de Cagliari, Pavia e Sassari, onde foi reitor de 1946 a 1951. O político Mariotto Segni é seu filho.

### Carreira política
Ainda estudante, Segni co-fundou uma seção da Ação Católica em Sassari. Como membro do Conselho Nacional do Partido Pós-Eleitoral Italiano (PPI), disputou as eleições parlamentares de 1924, mas retirou-se da política quando os fascistas chegaram ao poder. A partir de 1941, voltou a ser politicamente ativo e esteve envolvido no estabelecimento da Democracia Cristiana, da qual se tornou presidente regional na Sardenha. Foi eleito para a Assembleia Constituinte em 1946 e foi reeleito em cada uma das eleições parlamentares seguintes.
Nos governos do pós-guerra de Ivanoe Bonomi, Ferruccio Parri e Alcide De Gasperi, foi primeiro vice-ministro em 1945/46 e depois ministro da Agricultura e Florestas até 1951. Nessa posição, reverteu parcialmente a reforma agrária introduzida por seu antecessor comunista Fausto Gullo. De acordo com o plano de compromisso elaborado por Segni, 53% da renda gerada pelos frutos da terra iria para os arrendatários, ficando o restante com os proprietários anteriores, que seriam obrigados a reservar 4% de sua renda para melhorias. Os grandes proprietários expropriados deveriam recuperar suas terras se as cooperativas agrícolas para as quais haviam sido transferidas não cumprissem certas condições. Após a saída dos comunistas e socialistas do governo, os antigos grandes proprietários de terras tentaram provar isso aos novos construtores em larga escala e, assim, reverter a redistribuição. Essa concessão às elites, principalmente do sul da Itália, valeu a pena para o DC na forma de ganhos significativos na eleição seguinte, em abril de 1948.
Segni, como seu líder partidário e primeiro-ministro De Gasperi, queria criar uma camada de camponeses independentes e proprietários porque esperavam que eles fossem imunes à ideologia do comunismo em vez de trabalhadores agrícolas assalariados. Ou seja, defendiam uma filosofia do contadinismo, semelhante à do ex-ministro fascista da Agricultura, Arrigo Serpieri. Em maio de 1948, Segni anunciou uma nova, mas desta vez não comunista, reforma agrária que dividiria as maiores propriedades. Em meados de 1950, após longas discussões e conflitos partidários internos entre proprietários de terras e partidários da reforma, Segni apresentou uma "lei de retirada" (legge stralcio), que inicialmente previa a divisão das maiores propriedades provisoriamente e apenas em certas regiões. Apenas terras não cultivadas podiam ser expropriadas e os proprietários anteriores eram totalmente indenizados pelo Estado. No entanto, Segni descreveu a reforma como "o ato mais importante de renovação social desde a unificação da Itália". Posteriormente, ele foi chamado jocosamente de bolscevico bianco – "bolchevique branco (ou seja, católico)". Um projeto de lei de contratos agrícolas apresentado por Segni, que acatou algumas das demandas dos sindicatos de trabalhadores rurais, foi frustrado pelos proprietários de terras no Senado e eventualmente deixado de lado. A partir de 1951, foi Ministro da Educação por três anos.
Em 1955, ele próprio foi nomeado primeiro-ministro, presidindo a um governo de coalizão de DC, PSDI e PLI, que também foi tolerado pelo PRI e monarquistas e durou quase dois anos. Durante o seu mandato, os Tratados que instituem a CEE e a Euratom (precursores da União Europeia) foram assinados em Roma, em Março de 1957. Na opinião de Segne, as Comunidades Europeias permitiram que todos os cidadãos dos então seis Estados-membros "se sentissem em casa em todos os outros países". De julho de 1958 a fevereiro de 1959, ele serviu como Ministro da Defesa no governo de Amintore Fanfani. Em fevereiro de 1959, ele foi novamente encarregado da tarefa de formar um governo, desta vez liderando um gabinete minoritário de curta duração que incluía apenas ministros do DC, mas que foi tolerado no parlamento pelo PLI, os monarquistas (PNM, PMP) e os neofascistas (MSI). Ao mesmo tempo, ocupou o cargo de Ministro do Interior. Durante este mandato, a Itália exerceu pela primeira vez a Presidência do Conselho da União Europeia. A partir de março de 1960, ele foi ministro das Relações Exteriores de outro governo sob Fanfani.

### Presidência
Foi eleito presidente da República em 1962, no nono turno, com 51,8% dos votos. Seu principal adversário era Giuseppe Saragat (PSDI; que se tornou seu sucessor dois anos depois), apoiado pelo PCI, PSI, PSDI e PRI; a ala esquerda do DC em torno de Fanfani também era bastante avessa à eleição de Segni, mas foi então alinhada pelo presidente do partido, Aldo Moro. Em última análise, Segni viu os monarquistas e o MSI neofascista como compradores decisivos de maiorias. Ele tomou posse em 11 de maio de 1962. Segni pertencia à ala direita da Democracia Cristiana e se opunha à coalizão de centro-esquerda de Aldo Moro com o Partido Socialista Italiano (PSI). Em vez disso, ele considerou a criação de um gabinete "apolítico" de funcionários públicos e o fortalecimento dos direitos do presidente na Constituição italiana, nos moldes da Quinta República francesa sob De Gaulle. No entanto, ele estava ciente de que isso teria encontrado grande resistência e, portanto, se absteve de prosseguir com tais planos.
Durante as prolongadas e confusas negociações de coalizão entre DC e PSI em julho de 1964, ele consultou o presidente do Senado, Cesare Merzagora, que era um defensor declarado de um governo de emergência, com o general Aldo Rossi, chefe do Estado-Maior do Exército, e também convocou o general dos carabineiros, Giovanni De Lorenzo, para se juntar a ele no Palácio do Quirinal. Este último então elaborou um plano golpista (piano solo) segundo o qual, em caso de tumultos, os carabineiros deveriam ocupar prédios do governo e outros lugares importantes, internando pessoas não confiáveis (ou seja, principalmente de esquerda). Não é possível esclarecer com certeza se Segni instruiu De Lorenzo a elaborar esse plano, até que ponto ele estava a par dos planos e se ele não queria espalhar tais rumores de golpe apenas para influenciar a formação do governo. De qualquer forma, os socialistas rapidamente cederam e voltaram ao governo, renunciando à maioria de suas reivindicações.
Pouco tempo depois da crise, em julho de 1964, Segni sofreu um acidente vascular cerebral, ficou parcialmente paralisado e não pôde mais exercer suas funções oficiais. Segni já havia estado repetidamente doente e enfraquecido antes, mas sempre continuou a trabalhar, o que lhe rendeu o apelido de malato di ferro – "o doente de ferro". Assim, pela primeira vez na história constitucional italiana, surgiu o problema de quem tinha que estabelecer que o presidente estava permanentemente impedido de fazê-lo para que novas eleições presidenciais pudessem ser convocadas pelo presidente da Câmara dos Deputados. Nem a Assembleia Constituinte nem o parlamento haviam emitido regulamentos de execução. No entanto, de acordo com a opinião predominante dos advogados constitucionais italianos, o parlamento deveria ter sido impedido de fazê-lo. O problema foi resolvido com a renúncia de Segni em 6 de dezembro de 1964.

Como presidente da República, Antonio Segni fez viagens oficiais ao exterior para Grécia, Marrocos, Alemanha, Estados Unidos e França. Houve várias visitas oficiais e privadas ao Vaticano.